# 梁美儿
梁美兒（英語：Janny May-yee Leung），香港運籌學家、大学行政管理人員，现任澳門大學蔡繼有書院院長，澳門大學智慧城市物聯網國家重點實驗室（SKL-IoTSC）客座教授。她的研究主題包括最佳優化組合、物流管理及運籌學。

## 履历
梁美兒在中學畢業後離開香港，前往美國哈佛大學拉德克利夫學院學習應用數學，於1979年畢業。1979年至1981年，她在牛津大學莫德林學院攻讀第二學位；隨後於1986年在麻省理工學院獲得運籌學博士學位，導師為Thomas L. Magnanti。 她的博士论文题为《Polyhedral Structure of Capacitated Fixed Charge Problems and A Problem in Delivery Route Planning》。
她曾在耶魯大學組織與管理學院擔任運籌學助理教授，並於1991年轉至亞利桑那大學管理信息系統系，並獲得終身教職。
1996年，她加入香港城市大學，擔任管理科學副教授。1998年轉至香港中文大學系統工程與工程管理系任教。 在香港中文大學任職期間，她協助創辦晨興書院，於2009年出任首任副院長兼輔導長。為表彰梁教授多年的貢獻和慷慨捐助，晨興書院於2017年以其父母的名義命名一個課室為「梁義德堂課室」，並將其列為榮休院務委員。
2016年，擔任香港中文大學（深圳）理工學院教授及逸夫書院創院院長。 
2019年起，出任澳門大學蔡繼有書院院長。

## 榮譽
梁美兒曾於2001-2002年擔任運籌與管理科學研究所（INFORMS）OR/MS女性論壇（Forum for Women in OR/MS）主席。2012年，梁美兒教授被授予香港工程師學會院士。2014年，她被選為物流及運輸協會院士。2020年，她被選為運籌學及管理科學協會院士。

## 外部鏈接
- 由Google学术搜索索引的梁美儿出版物